# UPA Next
UPA Next è una serie televisiva spagnola prodotta da Globomedia per Atresplayer Premium, distribuita dal 25 dicembre 2022 al 18 giugno 2023. È il sequel della serie Paso adelante (Un paso adelante) creata da Ernesto Pozuelo, Pilar Nadal, Jesús del Cerro, Daniel Écija e Juan Carlos Cueto e trasmessa su Antena 3 dall'8 gennaio 2002 al 24 aprile 2005.
In Italia la serie è stata distribuita in esclusiva sul servizio di streaming Mediaset Infinity il 27 novembre e il 4 dicembre 2024.

## Trama
A quindici anni dalla fine di Paso adelante (Un paso adelante), Rober torna dagli Stati Uniti con l'idea di mettere in scena un grande musical e collezionare i vecchi successi degli UPA insieme a quelli nuovi, per brillare come anni fa. Insieme a Silvia e Lola, lanceranno i test di ammissione alla scuola di arti dello spettacolo "Carmen Arranz", dove parteciperà un nuovo pool di studenti, ballerini, cantanti e compositori, che potranno partecipare al musical e portare nuovi ritmi al centro. Al team di insegnanti si uniranno Luiso e Sira, che affronteranno una nuova generazione di giovani, con i quali si scontreranno e approfondiranno le nuove culture e gli stili attuali.

## Episodi
| Stagione       | Episodi | Pubblicazione Spagna | Pubblicazione Italia |
| -------------- | ------- | -------------------- | -------------------- |
| Prima stagione | 8       | 2022-2023            | 2024                 |

## Personaggi e interpreti
- Roberto "Rober" Arenales, interpretato da Miguel Ángel Muñoz, doppiato da Davide Lepore.
- Lola Fernández, interpretata da Beatriz Luengo, doppiata da Rossella Acerbo.
- Silvia Jáuregui, interpretata da Mónica Cruz, doppiata da Ilaria Latini.
- Andrea Romero, interpretata da Mónica Mara, doppiata da Ludovica Bebi.
- Omar Reyes, interpretato da Quique González, doppiato da Giulio Bartolomei.
- Luca Madariaga, interpretato da Marc Betriu, doppiato da Alessandro Sanguigni.
- Sergio Aranda Fernández, interpretato da Marc Soler, doppiato da Federico Campaiola.
- Elvira Morcillo Heredia, interpretata da Claudia Lachispa, doppiata da Carlotta Micalizzi.
- Lala Lazy, interpretata da Almudena Salort, doppiata da Emanuela Ionica.
- Luiso, interpretato da Lucas Velasco, doppiato da Gabriele Vender.
- Sira, interpretata da Marta Guerras, doppiata da Isabella Benassi.
- Madre di Quique, interpretato da Laura de la Uz, doppiata da Rachele Paolelli.
- Tara, interpretata da Karina Soro, doppiata da Luisa D'Aprile.
- Suso, interpretato da Alex Medina, doppiato da Luca Tesei.
- Darío, interpretato da Nuno Gallego, doppiato da Mario Fabiano.
- Yolanda, interpretata da María Córdoba.
- Arturo, doppiato da Riccardo Rossi.
- Kiko, doppiato da Emanuele Natalizi.
- Carmen Arranz, interpretata da Lola Herrera, doppiata da Anna Rita Pasanisi.
- Adela Ramos, interpretata da Natalia Millán.

## Produzione
Il 13 dicembre 2021, durante l'Atresplayer Premium Day, Atresplayer Premium ha annunciato una serie sequel di Paso adelante (Un paso adelante), UPA Next, tra i suoi sviluppi. Nel marzo 2022, Miguel Ángel Muñoz (che aveva già mostrato interesse a far parte della serie), Mónica Cruz e Beatriz Luengo sono stati confermati come gli attori che sarebbero tornati per incarnare i loro personaggi della serie originale. Il cast completo è stato confermato il 14 luglio 2022.
Il 28 maggio 2022, in un'intervista al quotidiano El Español, Pablo Puyol ha rivelato che non sarebbe stato nel cast del sequel e che non era stato chiamato a riprendere il suo ruolo dalla serie originale. In risposta, Javier Pons, direttore generale di Globomedia, ha spiegato che "abbiamo parlato con Pablo Puyol e apprezziamo la sua incorporazione" e che, anche se alla fine non è stato possibile, "ci sarà qualche strizzatina d'occhio affettuosa al suo personaggio" e che "una serie con così tanti personaggi non può recuperare tutti".
Nell'aprile 2022 Atresplayer ha organizzato un casting per trovare i membri del corpo di ballo della serie, soprannominato #UPANextChallenge attraverso sfide di danza ideate dal coreografo della serie, Toni Espinosa, e sponsorizzate da ballerini professionisti, i cui partecipanti dovevano esibirsi su TikTok e Instagram. Dopo le sfide, i selezionati sarebbero passati a un casting di persona attraverso il quale sarebbero stati valutati dal team della serie. Più di 500 candidati si sono iscritti al concorso, di cui ventisette finalisti sono stati scelti per il casting dal vivo, tra cui sarebbero state selezionate dieci persone, cinque delle quali avrebbero partecipato alla serie in modo permanente. A giugno, Pablo Brotons, Diana Wondy, Lucrecia Petraglia, Diego Rey e Valeria Jones sono stati annunciati come vincitori del concorso e ballerini abituali della serie.
Il 7 giugno 2022 Chanel Terrero era stata originariamente annunciata come firmataria per la serie, ma alla fine non vi ha partecipato a causa di conflitti di date. Le riprese sono iniziate nel luglio 2022, con otto episodi concordati.

## Distribuzione
Il primo punto promozionale della serie è avvenuto attraverso un teaser trailer nel settembre 2022, in concomitanza con la sua presentazione al FesTVal. Il 1º dicembre 2022 Atresplayer Premium ha confermato che il primo episodio della serie sarebbe stato presentato in anteprima dal vivo, il 25 dicembre alle 20:00 sulla piattaforma, mentre gli altri sette arriveranno più tardi nel 2023.
In Francia la serie è stata acquisita dal Groupe M6 (la cui rete principale, M6, ha trasmesso con successo la serie originale nel 2004) per la piattaforma di streaming Salto, che ha presentato in anteprima il primo episodio della serie il 25 dicembre 2022 alle 21:00, un'ora dopo la sua prima in Spagna.